# Alexandr Ilyich Akhiezer
Alexandr Ilyich Akhiezer (em russo: Алекса́ндр Ильи́ч Ахие́зер; Cherykaw Raion, 31 de outubro de 1911 — 4 de maio de 2000) foi um físico nuclear ucraniano.
Conhecido por suas contribuições científicas à eletrodinâmica quântica, três centenas de artigos científicos e onze livros nesta área.

## Condecorações
- 1949 Academia de Ciências da Rússia
- 1998 Prêmio Pomeranchuk

## Livros
- Primeiro livro russo sobre reações nucleares (1945)
- Quantum electrodynamics (1965)
- General physics: Mechanical and Molecular Physics (1965). Com Lev Landau e Evgeny Lifshitz
- Spin waves (1968). Com Viktor G. Baryakhtar e Sergei V. Peletminskii
- Evolving physical picture of the world (1973 em russo; versão atualizada em inglês 1996)
- Plasma electrodynamics (1975)
- Physics of elementary particles (1979), Elementary Particles (1986) e Biography of elementary particles (1979). Com Mikhail P. Rekalo
- From quanta of light to colour quarks (1993). Com Yu. P. Stepanovsky